# Galeria Koronki Klockowej w Bobowej
Galeria Koronki Klockowej – stała wystawa historyczna poświęcona koronce klockowej (w tym głównie bobowskiej koronce klockowej) mieszcząca się w sali Centrum Kultury i Promocji Gminy Bobowa, które zlokalizowane jest w Bobowej, w województwie małopolskim, w Polsce.

## Historia
Bobowa pozostaje głównym polskim ośrodkiem wytwarzania koronki klockowej. Metodyka jej wyplatania została zaimportowana do Polski z Włoch i Belgii: Genui, Mediolanu i Brugii. W Bobowej sztuka ta rozwijała się począwszy od XVI wieku.  W 1899 założono w mieście Krajową Szkołę Koronkarską. Jej uczennice zdobyły w 1902 brązowy medal na wystawie w Saint Louis i w 1905 złoty medal w San Francisco. Od 1949 rozwojem sztuki koronkarskiej i sprzedażą jej wytworów zajmowała się Spółdzielnia Pracy Koronka-Bobowa (obecnie jej siedziba mieści się w Jankowej). W 1995 powstało w mieście Stowarzyszenie Twórczości Regionalnej zajmujące się ochroną przed zanikiem unikalnej sztuki koronkarskiej. Od 2000 w Bobowej jest organizowany Międzynarodowy Festiwal Koronki Klockowej.
Izba gromadzi przede wszystkim dzieła koronkarek bobowskich, w tym serwety, obrusy, czy elementy ubioru, jak również eksponaty związane z tworzeniem koronek klockowych poza granicami Polski.

## Galeria

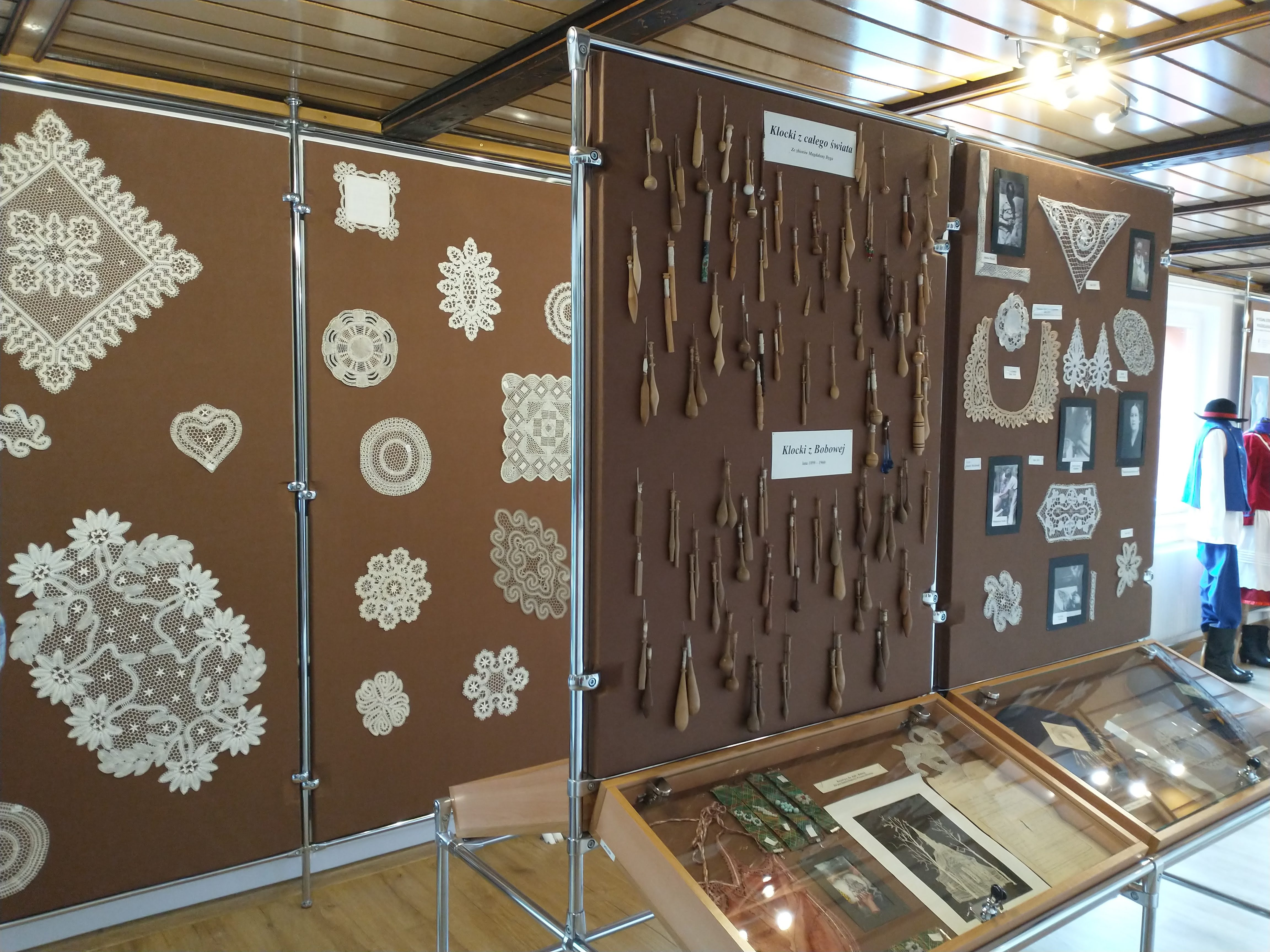
Fragment ekspozycji
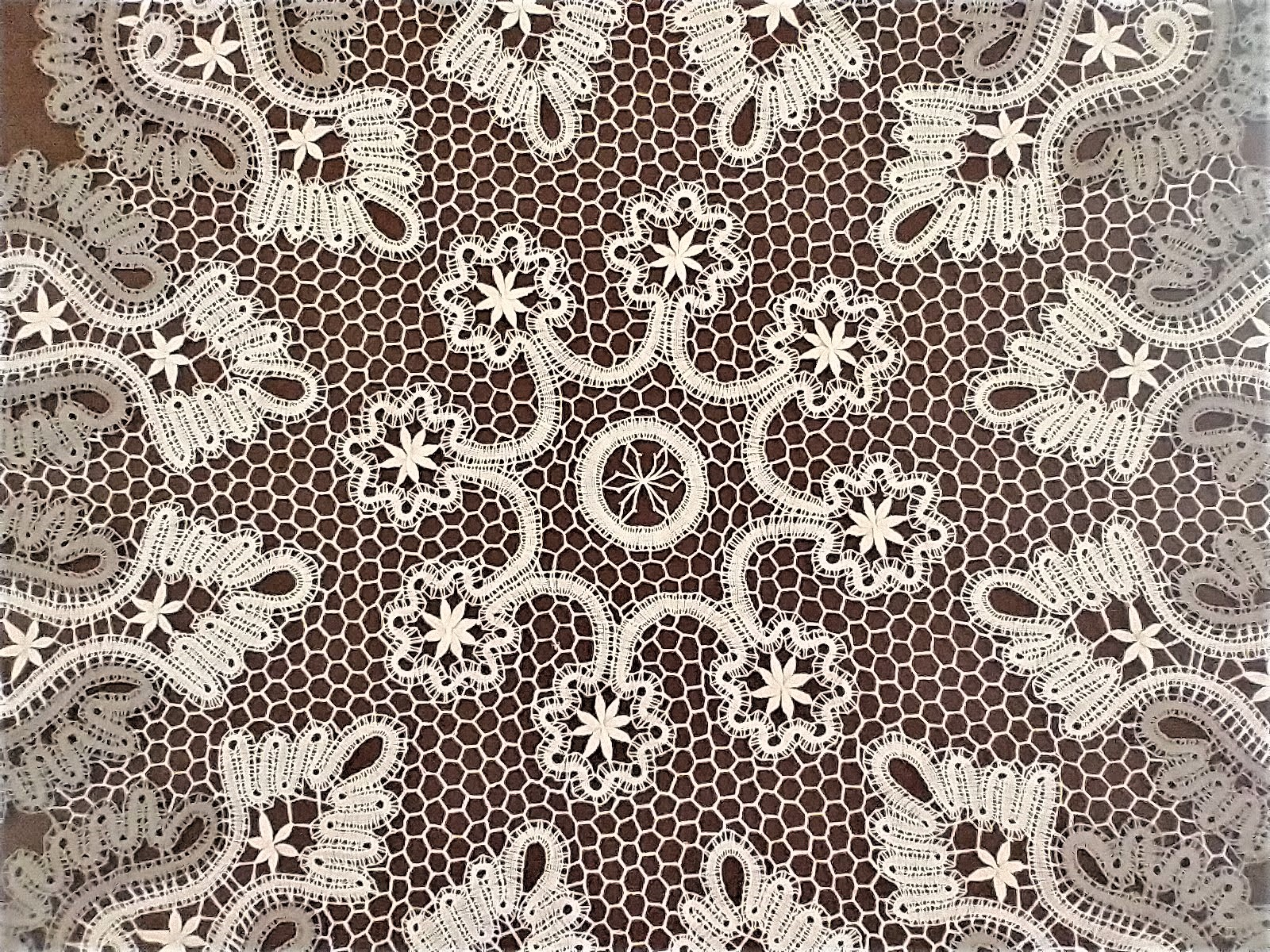
Historyczna klockowa koronka bobowska